# Georgi Georgiew (narciarz alpejski)
Georgi Georgiew (bułg. Георги Георгиев; ur. 20 października 1987 w Sofii) – bułgarski narciarz alpejski, olimpijczyk. W zawodach Pucharu Świata zadebiutował 12 grudnia 2008 roku w Val d’Isère, zajmując 21. miejsce w superkombinacji. Tym samym już w swoim debiucie wywalczył pierwsze pucharowe punkty. Nigdy nie stanął na podium zawodów tego cyklu. W 2014 roku wystartował na igrzyskach olimpijskich w Soczi, gdzie jego najlepszym wynikiem było 36. miejsce w zjeździe. Był też między innymi jedenasty w superkombinacji podczas mistrzostw świata w Garmisch-Partenkirchen w 2011 roku.

## Osiągnięcia

### Igrzyska olimpijskie
| Miejsce | Dzień     | Rok  | Miejscowość | Konkurencja     | Czas biegu | Strata | Zwycięzca      |
| ------- | --------- | ---- | ----------- | --------------- | ---------- | ------ | -------------- |
| 36.     | 9 lutego  | 2014 | Soczi       | Zjazd           | 2:06,23    | +6,26  | Matthias Mayer |
| DNF2    | 14 lutego | 2014 | Soczi       | Superkombinacja | 2:45,20    | -      | Sandro Viletta |
| 41.     | 16 lutego | 2014 | Soczi       | Supergigant     | 1:18,14    | +4,58  | Kjetil Jansrud |
| DNF1    | 22 lutego | 2014 | Soczi       | Slalom          | 1:41,84    | -      | Mario Matt     |

### Mistrzostwa świata
| Miejsce | Dzień     | Rok  | Miejscowość | Konkurencja     | Czas biegu | Strata | Zwycięzca            |
| ------- | --------- | ---- | ----------- | --------------- | ---------- | ------ | -------------------- |
| 40.     | 4 lutego  | 2009 | Val d’Isère | Supergigant     | 1:19,41    | +8,84  | Didier Cuche         |
| DNF1    | 9 lutego  | 2009 | Val d’Isère | Superkombinacja | 2:23,00    | -      | Aksel Lund Svindal   |
| 61.     | 13 lutego | 2009 | Val d’Isère | Gigant          | 2:18,82    | -      | Carlo Janka          |
| BNF1    | 15 lutego | 2009 | Val d’Isère | Slalom          | 1:44,17    | -      | Manfred Pranger      |
| 30.     | 9 lutego  | 2011 | Ga-Pa       | Supergigant     | 1:38,31    | +6,92  | Christof Innerhofer  |
| 36.     | 12 lutego | 2011 | Ga-Pa       | Zjazd           | 1:58,41    | +6,78  | Erik Guay            |
| 11.     | 14 lutego | 2011 | Ga-Pa       | Superkombinacja | 2:54,51    | +4,35  | Aksel Lund Svindal   |
| 45.     | 18 lutego | 2011 | Ga-Pa       | Gigant          | 2:10,56    | +7,90  | Ted Ligety           |
| DNF1    | 20 lutego | 2011 | Ga-Pa       | Slalom          | 1:41,72    | -      | Jean-Baptiste Grange |
| 52.     | 6 lutego  | 2013 | Schladming  | Supergigant     | 1:23,96    | +7,10  | Ted Ligety           |
| DNF2    | 11 lutego | 2013 | Schladming  | Superkombinacja | 2:56,96    | -      | Ted Ligety           |
| BDSQ1   | 17 lutego | 2013 | Schladming  | Slalom          | 1:51,03    | -      | Marcel Hirscher      |

### Mistrzostwa świata juniorów
| Miejsce | Dzień    | Rok  | Miejscowość | Konkurencja | Czas biegu | Strata | Zwycięzca            |
| ------- | -------- | ---- | ----------- | ----------- | ---------- | ------ | -------------------- |
| 54.     | 2 marca  | 2006 | Québec      | Zjazd       | 1:27,26    | +5,14  | Christopher Beckmann |
| 49.     | 4 marca  | 2006 | Québec      | Supergigant | 1:11,81    | +5,68  | Michael Sablatnik    |
| 19.     | 5 marca  | 2006 | Québec      | Slalom      | 1:32,98    | +3,45  | Mikkel Bjørge        |
| 40.     | 6 marca  | 2006 | Québec      | Gigant      | 2:20,50    | +7,31  | Stefan Guay          |
| 55.     | 6 marca  | 2007 | Altenmarkt  | Zjazd       | 1:38,41    | +5,02  | Beat Feuz            |
| 51.     | 8 marca  | 2007 | Altenmarkt  | Supergigant | 1:07,77    | +5,29  | Beat Feuz            |
| DNF1    | 9 marca  | 2007 | Altenmarkt  | Gigant      | 2:14,01    | -      | Marcel Hirscher      |
| 24.     | 10 marca | 2007 | Altenmarkt  | Slalom      | 1:49,45    | +6,36  | Matic Skube          |

### Puchar Świata

#### Miejsca w klasyfikacji generalnej
- sezon 2008/2009: 131.
- sezon 2010/2011: 147.
- sezon 2011/2012: 145.
- sezon 2012/2013: -
- sezon 2013/2014: -

#### Miejsca na podium w zawodach
Georgiew nigdy nie stanął na podium zawodów PŚ.